# 青森県営スケート場

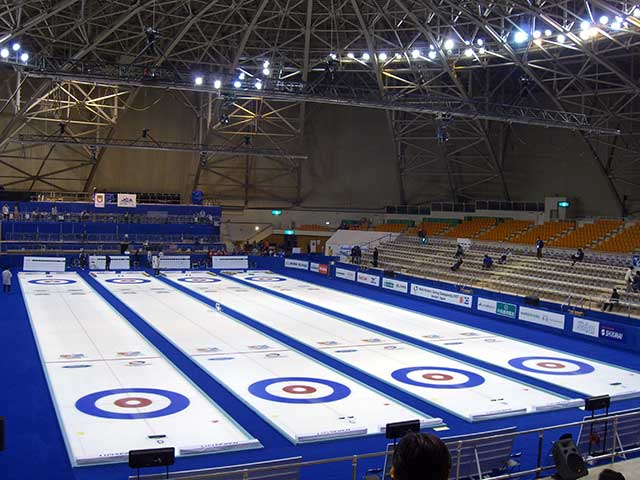
場内の様子

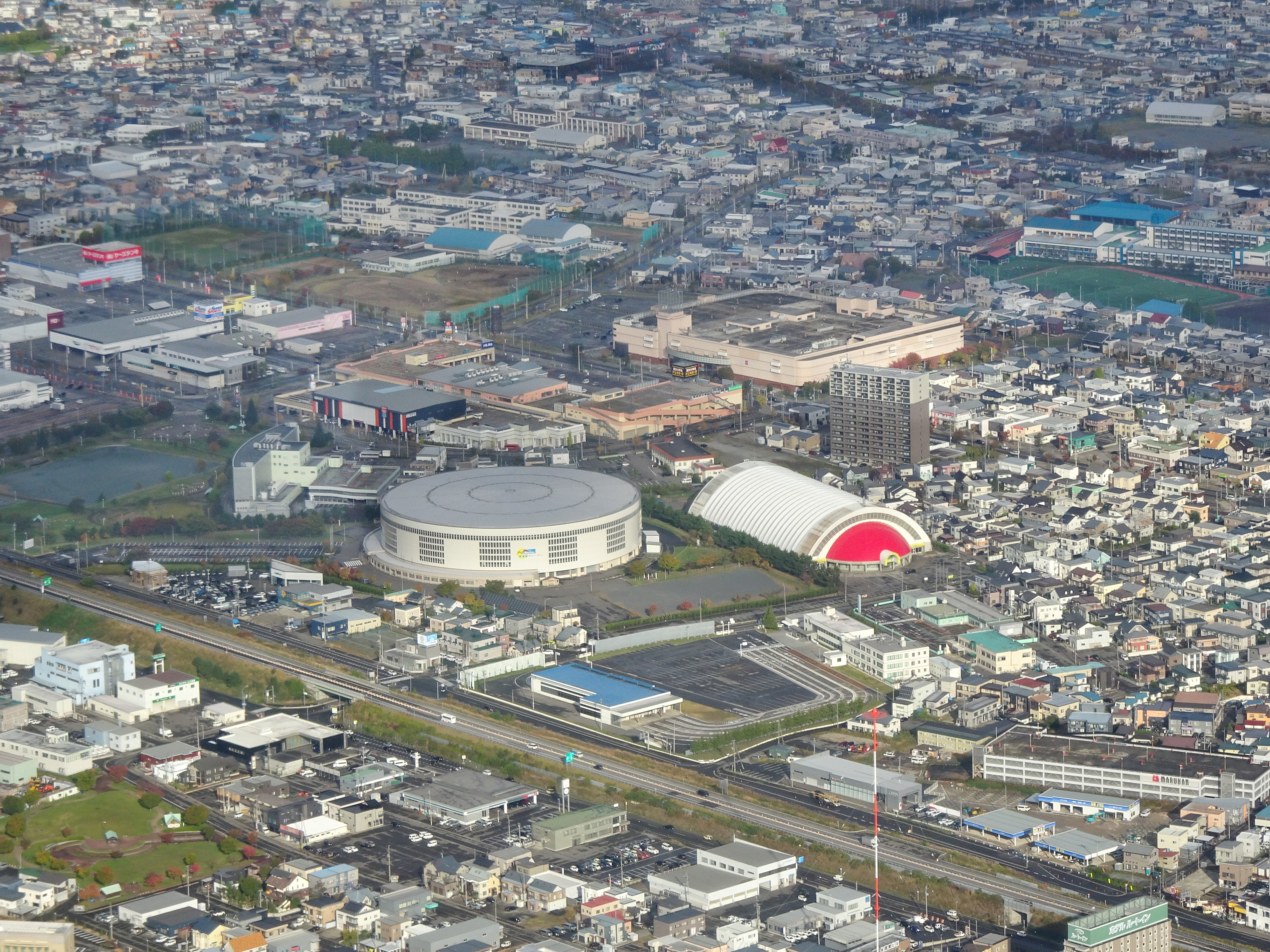
同スケート場を空撮

青森県営スケート場（あおもりけんえいスケートじょう）は、青森県青森市に所在するスケート場である。豊産管理株式会社が指定管理者となっている。命名権（ネーミングライツ）により、現在の愛称は盛運輸アリーナである。
東北最大級のキャパシティ（約10,000席）を持つアリーナでありながら、青森市街地から近く、青森市営バス・JRバスでのアクセスが良いため、シーズンオフとなる夏季も、大物アーティストによる大規模コンサート会場（2011年度実績より。2011年度よりほぼ毎年開催）などの他、中古車展示販売会や物産展等に幅広く利用されている。スケート場という特性上、横長の会場となるため全体的にステージからの距離が近く、キャパシティが大きい割にアリーナ後列や二階席からも見やすい。
1985年10月竣工。
2007年には世界カーリング選手権が開催された。
青森駅方面からは、バスを使ったアクセスが便利である。詳細は下記「アクセス」の項目を参照。

## 施設概要
- 敷地面積 43,500m2
- 建築面積 11,884.208m2
- 延床面積 13,139.325m2
- 競技施設 
  - スケートリンク（冬期間：アイススケート、夏期間：インラインスケート）
  - スピードリンク（ダブルトラック12m×250m）
  - ホッケーリンク（国際規格30m×60m）
  - 夏期間：ハーフパイプ、ストリートセクション有
- 観覧席
  - 総席数2,028席
  - 2階（固定席）1,058席
  - 1階観覧席（移動席：ベンチタイプ）690席・（移動席：椅子タイプ）280席

注 1階観覧席は2022年に撤去された。
※但し、コンサートに使用の場合は1階観覧席数に変更が生じる（約7,000〜10,000席）ことがある。
- 屋外施設 
  - 運動広場：面積／3,900m2
  - ジョギングコース：1周／860m

## 著名人のライブ・イベント使用実績
東北最大級のキャパシティを持つアリーナでありながら、青森市街地や青森自動車道青森中央インターチェンジに程近い当館は、東北自動車道や秋田自動車道を介して北東北各都市からのアクセスも良いため、2011年度以降、毎年大物アーティストによる大型アリーナツアーが開催されている。
- 2011年度
  - ゆず -  YUZU ARENA TOUR 2011 2-NI-×FUTARI
  - 福山雅治 -  FUKUYAMA MASAHARU WE’RE BROS. TOUR 2011 THE LIVE BANG!!
- 2012年度
  - 小田和正 -  小田和正TOUR2012どーもどーもその日が来るまで
- 2013年度
  - 倖田來未 -  KODA KUMI LIVE TOUR 2013 ~JAPONESQUE~
  - Hey!Say!JUMP -  Hey!Say!JUMP 2013ツアー
  - 浜崎あゆみ -  ayumi hamasaki 15th Anniversary TOUR ~ A BEST LIVE ~
- 2014年度
  - EXILE ATSUSHI -  EXILE ATSUSHI LIVE TOUR 2014 “Music”
  - 安室奈美恵 -  namie amuro LIVE STYLE 2014
- 2016年度
  - GENERATIONS from EXILE TRIBE -  GENERATIONS LIVE TOUR 2016
- 2017年度
  - EXILE　THE　SECOND -  EXILE　THE　SECOND　LIVETOUR2017
  - GENERATIONS from EXILE TRIBE -  GENERATIONS LIVE TOUR 2017
- 2018年度
  - Perfume -  Perfume　全国アリーナツアー2018
- 2019年度
  - 浅田真央 -  浅田真央サンクスツアー
- 2020年度
  - RADWIMPS -  こんにちは日本 〜KONNICHIWA NIPPON〜 TOUR 2020（新型コロナウイルス感染拡大のため中止）
- 2021年度
  - THE RAMPAGE -  THE RAMPAGE LIVE TOUR 2021 ”REBOOT”～WAY TO THE GLORY～
  - Official髭男dism -  Official髭男dism one - man tour 2021-2022 - Editorial -（新型コロナウイルス感染拡大のため延期→リンクステーションホール青森にて翌年開催）
- 2022年度
  - THE RAMPAGE -  THE RAMPAGE LIVE TOUR 2022 ”RAY OF LIGHT”
  - GENERATIONS -  GENERATIONS LIVE TOUR 2022 ”WONDER SQUARE”
- 2023年度
  - 三代目 J SOUL BROTHERS -  三代目 J SOUL BROTHERS LIVE TOUR 2023 “STARS” ～Land of Promise～
    - 初日に約10,000人を動員し、当施設における最多動員数を更新した。

  - 水樹奈々 - NANA MIZUKI LIVE PARADE 2023
- 2024年度
  - 椎名林檎 - (生)林檎博'24－景気の回復－
    - 青森の当会場を皮切りに、さいたま、大阪、福岡など全国7箇所を巡るアリーナツアー。
- 2025年度
  - イルミネーションスターズ × ノクチル - THE IDOLM@STER SHINY COLORS 7th UNITLIVE TOUR 円環 -Halo around- fourth quadrant
    - アイドルマスターシャイニーカラーズ内のユニットが2ユニットずつ、横浜、福岡、愛知、青森の全国4都市を巡るライブツアー。

## 命名権
青森県教育委員会が2010年9月 - 10月にかけて、県営スケート場に加えて新青森県総合運動公園総合体育館（青い森アリーナ）・青森県営野球場の3施設に対して命名権（ネーミングライツ）を募集したものの応募がなく、その後2回目（同年11月 - 12月の間にかけて、契約金額等を緩めた上で実施）の募集で、青森市に本社を置くホームセンターのサンワドー（後のDCMサンワ、現在はDCM）が県営スケート場の命名権募集に応募（スケート場では同社以外の応募がなかった）。2011年3月2日に決定通知書が授与され、同年4月1日から2年契約（契約金・年間300万円）を結び、名称を「サンワアリーナ青森」とすることが決定し、この名称は2015年まで使用された。
2015年4月1日からは3年契約で市内の運送会社盛運輸が命名権を所有し、現在の呼称は盛運輸アリーナ（もりうんゆありーな）となっている。
なお、隣接地には、同じく盛運輸が命名権を取得している青森市屋内グラウンド（サンドーム）（2018年現在の呼称は盛運輸サンドーム）があるが、県と市とで管理は異なっている。

## アクセス
青森駅周辺からのアクセスは、「青森駅」停留所か「古川」停留所で乗車し、青森市営バス・JRバス「上玉川」停留所下車徒歩10分または、青森市営バス「シーナシーナ青森前」停留所下車徒歩10分。一日数本ではあるが、敷地内に「スケート場」停留所があり、青森駅と直通するバスも利用できる。青森空港からはJRバス・青森市市バス「農協会館前」下車徒歩14分。Googleマップルート検索推奨。
コンサートなどのイベント開催時は青森駅・新青森駅・青森空港へのシャトルバスが運行されるほか、臨時駐車場（駐車券事前購入制）が設けられる。

## リンク
- 青森県営スケート場